# Berlinita
La berlinita és un mineral de la classe dels minerals fosfats. Va ser descoberta l'any 1868 en una mina de la província de Värmland (Suècia), sent nomenada així en honor de Nils Johan Berlin (1812-1891), farmacòleg suec.

## Característiques
La berlinita és un fosfat anhidre d'alumini. És l'anàleg del quars, amb alumini i fòsfor en lloc de silici, pel que tenen tots dos minerals la mateixa estructura cristal·lina. Presenta la mateixa inversió tèrmica que el quars, però a menys temperatura. A més dels elements de la seva fórmula (AlPO₄), sol portar com a impureses: ferro i silici.
Segons la classificació de Nickel-Strunz, la berlinita pertany a «08.AA - Fosfats, etc. sense anions addicionals, sense H₂O, amb cations petits (alguns també amb grans)» juntament amb els següents minerals: alarsita, rodolicoita, beryllonita, hurlbutita, litiofosfat, nalipoita i olympita.

## Formació i jaciments
Es forma com un mineral molt rar per alteració hidrotermal o metasomatisme mineral. Sol trobar associada a altres minerals com: augelita, atacolita, cianita, pirofil·lita, scorzalita, lazulita, gatumbaïta, burangaïta, ambligonita, fosfosiderita, purpurita, apatita, moscovita, quars, hematita, alunita, aragonita, crandal·lita, francoanellita, guix, huntita, hidromagnesita, leucofosfita, nesquehonita, nitre o nitrocalcita.
A més del lloc on va ser descoberta, la berlinita també ha estat trobada a Alemanya, Austràlia, el Brasil, els Estats Units, Indonèsia, Itàlia, Madagascar, Portugal, la República Txeca, Romania, Ruanda, Suècia i Suïssa. A Catalunya se n'ha trobat al cap de Creus, a Cadaqués (Alt Empordà, Girona).